# Judd Hirsch
Judd Seymore Hirsch (ur. 15 marca 1935 w Nowym Jorku) – amerykański aktor. Laureat dwóch nagród Emmy, Złotego Globu i dwóch Tony Award.

## Życiorys
Urodził się w nowojorskiej dzielnicy Bronx jako syn Sally (z domu Kitzis) i Josepha Sidneya Hirscha, elektryka. Jego ojciec był pochodzenia żydowskiego, niemieckiego i holenderskiego, a matka miała korzenie żydowskie i rosyjskie. Wychowywał się z bratem Rolandem. 
W 1952 ukończył DeWitt Clinton High School w Nowym Jorku. Uzyskał dyplom z fizyki w City College of New York. Po ukończeniu college’u Hirsch służył w United States Army Reserve w 1958 w Fort Leonard Wood przez sześć miesięcy jako geodeta. Następnie pracował jako inżynier w Westinghouse, zanim znalazł pracę w teatrze. Studiował aktorstwo w HB Studio w Nowym Jorku. W 1962 ukończył American Academy of Dramatic Arts w Nowym Jorku.
W 1963 zadebiutował na Broadwayu w roli telefonisty w sztuce Neila Simona Boso w parku. W 1967 wystąpił w roli Harolda Wondera w produkcji off-Broadwayowskiej Scuba Duba. W 1976 za rolę Wisemana w spektaklu Knock Knock otrzymał nagrodę Drama Desk. W 1979 odebrał nagrodę Obie jako Matt Friedman w sztuce Lanforda Wilsona Szaleństwo Talleya. Zdobył dwa razy Tony Award za kreację Nata w komedii Dziwak z Central Parku (1986) i za rolę Eddiego w spektaklu Rozmowy z moim ojcem (1992).
Po raz pierwszy trafił na ekran w dramacie sensacyjnym Josepha Manduke’a Jump (1971). W biograficznym dramacie kryminalnym Sidneya Lumeta Serpico (1973) z Alem Pacino wystąpił w niewielkiej roli policjanta. Gościnna rola Mike’a Andrettiego w sitcomie CBS Rhoda (1977) z Valerie Harper przyniosła mu nominację do nagrody Emmy. Od 12 września 1978 do 15 czerwca 1983 grał rolę Alexa Reigera w sitcomie ABC / NBC Taxi, za którą w 1981 i 1983 zdobył nagrodę Emmy i nominację do Złotego Globu dla najlepszego aktora w serialu komediowym lub musicalu. Przełomem w karierze filmowej okazała się rola doktora Tyrone’a C. Bergera w dramacie psychologicznym Roberta Redforda Zwyczajni ludzie (1980) był nominowany do Oscara i Złotego Globu dla najlepszego aktora drugoplanowego. Od 6 października 1988 do 22 lipca 1992 występował w roli Johna Laceya, nauczyciela, który próbuje chronić swoje życie przed rozpadem po zjadliwym, wyniszczającym finansowo rozwodzie w sitcomie NBC Dear John, za którą został uhonorowany Złotym Globem dla najlepszego aktora w serialu komediowym lub musicalu. W serialu kryminalnym CBS Wzór (2005–2010) grał postać Alana Eppesa, byłego projektanta miasta Los Angeles, wdowca i ojca Charliego (David Krumholtz) i Dona (Rob Morrow). Jako Boris Podgórny, ekscentryczny wujek Sammy’ego, były pracownik filmowy i artysta cyrkowy w dramacie Stevena Spielberga Fabelmanowie (2022) był nominowany do Oscara dla najlepszego aktora drugoplanowego.

## Filmografia
| Rok       | Tytuł                                       | Rola                         | Uwagi                                          |
| --------- | ------------------------------------------- | ---------------------------- | ---------------------------------------------- |
| 1973      | Serpico                                     | gliniarz                     | niewymieniony w czołówce                       |
| 1975      | Fear on Trial                               | Saul                         |                                                |
| 1975      | Legenda Valentino                           | Jack Auerbach                |                                                |
| 1976      | Two Brothers                                | Joe Morris                   |                                                |
| 1976-1977 | Delvecchio                                  | sierżant Dominick Delvecchio |                                                |
| 1976-1980 | Visions                                     | Joe Morris                   | gościnnie                                      |
| 1977      | Rhoda                                       | Mike Andretti                | odcinki The Weekend oraz Rhoda Likes Mike      |
| 1978      | Król Cyganów                                | Groffo                       |                                                |
| 1978-1983 | Taxi                                        | Alex Rieger                  | 117 odcinków, główna rola                      |
| 1979      | The Halloween That Almost Wasn’t            | Hrabia Drakula               | również jako The Night Dracula Saved the World |
| 1980      | Zwyczajni ludzie                            | dr Berger                    |                                                |
| 1983      | Bez śladu                                   | Al Menetti                   |                                                |
| 1984      | Nauczyciele                                 | Roger Rubell                 |                                                |
| 1984      | The Goodbye People                          | Arthur Korman                |                                                |
| 1985      | Przepadnij, Bracie!                         | Ben Ryder/Harry Brand        |                                                |
| 1988      | Wielka ucieczka 2: Nieopowiedziana historia | Kapitan David Matthews       |                                                |
| 1988-1992 | Kochany John                                | John Lacey                   |                                                |
| 1988      | Stracone lata                               | Arthur Pope                  |                                                |
| 1989      | The More You Know                           | on sam                       |                                                |
| 1994      | Oszukańcza terapia                          | Dr Jules Masserman           |                                                |
| 1996      | Karolina w mieście                          | Ben Karinsky                 | odcinek Caroline and the Comic                 |
| 1996      | Dzień Niepodległości                        | Julius Levinson              |                                                |
| 1997–1998 | George & Leo                                | Leo Wagonman                 | 22 odcinki                                     |
| 1999      | Powrót z piekła                             | Leon Axelrod                 |                                                |
| 1999      | Człowiek z księżyca                         | on sam                       |                                                |
| 1999      | Prawo i porządek: sekcja specjalna          | Dr Judah Platner             |                                                |
| 1999–2002 | Sprawy rodzinne 2                           | Daniel Bonner                |                                                |
| 1999      | Family Guy                                  | on sam                       | dubbing                                        |
| 1999      | Rocky Marciano                              | Al Weill                     | film telewizyjny                               |
| 2000–2001 | Welcome to New York                         | Doktor Bob                   |                                                |
| 2001–2002 | Wbrew regułom                               | Rabin Nathan Wexler          | odcinek The Curse of the Klopman Diamonds      |
| 2001      | Prawo i porządek: Zbrodniczy zamiar         | Ben Elkins                   |                                                |
| 2001      | Piękny umysł                                | Prof. Helinger               |                                                |
| 2002−2003 | Życie ulicy (Street Time)                   | Shimi Goldman                |                                                |
| 2003      | Regular Joe                                 | Baxter Binder                |                                                |
| 2004      | Wykończyć zięcia                            | Gideon                       |                                                |
| 2005      | Wzór                                        | Alan Eppes                   |                                                |
| 2006      | Brother’s Shadow                            | Leo Groden                   |                                                |
| 2011–2012 | Układy                                      | Bill Herndon                 | 14 odcinków                                    |
| 2013      | Pułapki umysłu                              | Sigmund Freud                | odcinek Asylum                                 |
| 2014–2015 | Forever                                     | Abe                          | w głównej obsadzie                             |
| 2016      | Teoria wielkiego podrywu                    | Dr Alfred Hofstadter         | dwa odcinki                                    |